# Клоштар Шиљевички
Клоштар Шиљевички је бивше насељено место у саставу града Цриквенице, Приморско-горанска жупанија, Република Хрватска.

## Историја
До нове територијалне организације налазио се у саставу бивше велике општине Цриквеница. Насеље је на попису 2001. године укинуто и припојено насељу Јадраново.

## Становништво
На попису становништва 1991. године, насељено место Клоштар Шиљевички је имало 349 становника, следећег националног састава:
| Попис 1991.‍  | Попис 1991.‍  | Попис 1991.‍ | Попис 1991.‍ | Попис 1991.‍ |
| ------------ | ------------ | ----------- | ----------- | ----------- |
|              |              |             |             |             |
| Хрвати       | Хрвати       |             | 306         | 87,67%      |
| Срби         | Срби         |             | 20          | 5,73%       |
| Муслимани    | Муслимани    |             | 2           | 0,57%       |
| Немци        | Немци        |             | 2           | 0,57%       |
| Италијани    | Италијани    |             | 1           | 0,28%       |
| Југословени  | Југословени  |             | 1           | 0,28%       |
| Словенци     | Словенци     |             | 1           | 0,28%       |
| Црногорци    | Црногорци    |             | 1           | 0,28%       |
| неопредељени | неопредељени |             | 10          | 2,86%       |
| регион. опр. | регион. опр. |             | 3           | 0,85%       |
| непознато    | непознато    |             | 2           | 0,57%       |
| укупно: 349  |              |             |             |             |